# Hann-Bel Air
Hann-Bel Air ist einer der 19 Stadtbezirke der Metropole Ville de Dakar, der Hauptstadt Senegals mit dem Status einer Gemeinde (commune).

## Geografie
Hann-Bel Air liegt im Osten der Cap-Vert-Halbinsel. Der Stadtbezirk erstreckt sich in Süd-Nord-Richtung rund sechseinhalb Kilometer weit bei einer Breite von rund 1000 bis 2000 Meter zwischen der Ostküste, der Baie de Hann, und der A1 als West- und Nordgrenze. Der Stadtbezirk setzt sich zusammen aus dem kleineren Stadtteil Bel Air, der das Gebiet westlich und südlich der Pointe de Bel Air umfasst sowie aus den im Norden anschließenden Stadtvierteln von Hann, wie Hann Marinas, Hann Pecheur, Hann Equip und Hann Maristes. Benachbart sind im Uhrzeigersinn die Stadtbezirke Dakar Plateau im Süden, Gueule Tapée-Fass-Colobane, Médina, HLM und Grand Yoff im Westen, Patte d’Oie im Norden, sowie im Osten die Nachbarmetropole Pikine.
Der Stadtbezirk hat eine Fläche von 12,390 km². Er ist mit Ausnahme der rund 50 Hektar umfassenden Fläche des Parc Zoologique de Hann und des Parc Forestier de Hann fast vollständig bebaut. Gleichwohl ist die durchschnittliche Bevölkerungsdichte relativ gering, da der Südteil des Stadtbezirks südlich der Route du Front de Terre überwiegend aus Industrie- und Gewerbegebieten besteht.
Der Parc Forestier de Hann bildet das südliche Ende der als Niayes bekannten Feuchtgebiete, die sich von hier aus im Hinterland der Küste 150 Kilometer weit nach Norden ziehen. Nördlich des Parc Forestier gibt es im Stadtbezirk noch zwei weitere Senken, die wegen des Grundwassers als Grünflächen von der Bebauung ausgespart worden sind. Größeren Umfang nehmen die Niayes schließlich im nördlichen Nachbarbezirk Patte d’Oie und in der Nachbarmetropole Pikine an.

## Geschichte
Im Jahr 1996 wurde Hann-Bel Air als commune d’arrondissement im Arrondissement de Grand Dakar zu einem Stadtbezirk der Metropole Ville de Dakar. Im Jahr 2014 erhielt der Stadtbezirk, wie in Senegal alle communes d'arrondissement, den landesweit einheitlichen Status einer Gemeinde (commune).

## Bevölkerung
Die letzten Volkszählungen ergaben für den Stadtbezirk jeweils folgende Einwohnerzahlen:
| Jahr | Einwohner |
| ---- | --------- |
| 1988 | …         |
| 2002 | 35 768    |
| 2013 | 67 961    |
| 2023 | 86.908    |

## Infrastruktur und Verkehr
Der Stadtbezirk hat drei Anschlussstellen an die Autoroute 1: im Süden für die West-Ost-Magistrale Rocade Fann-Bel Air, in der Mitte für die Route du Front de Terre und im Nordosten an der Straße nach Cambérène. Dadurch gibt es eine schnelle Verbindung zum neuen Flughafen Dakar-Blaise Diagne. Die längste Straße in Hann-Bel Air ist die Route de Rufisque, die sich auf sechs Kilometer von Süden nach Nordosten durch den Stadtbezirk zieht.
In der Zone industrielle von Hann-Bel Air haben 70 % der Industrien des Senegal ihren Sitz. Zu erwähnen sind namentlich der Port autonome de Dakar (Mole 4 bis Mole 10, darunter der Fischereihafen) und das Kraftwerk Bel Air von Senelec. Zur Erschließung des Industriegebietes zweigen Industriegleise von der Bahnstrecke Dakar–Niger ab.
Bis 2011 war die gesamte Halbinsel von Bel Air als Camp de Bel Air Stützpunkt des französischen 23° Bataillon d'Infanterie de Marine (23° BIMa) und militärisches Sperrgebiet. Nach der Auflösung dieser Einheit wurde das Gelände an den senegalesischen Staat zurückgegeben.

## Städtepartnerschaften
- Fos-sur-Mer, Frankreich[9]